# Caroline van Dommelen
Caroline Van Dommelen (9 de noviembre de 1874-4 de marzo de 1957) fue una actriz holandesa y directora de cine mudo. Apareció en 11 películas entre 1911 y 1918, y dirigió tres durante este periodo de tiempo. Muchos de los miembros de su familia, incluyendo su hermano, Jan Van Dommelen, estuvieron implicados en cine.

## Biografía
Van Dommelen fue hija del actor de teatro Carolus Christiaan van Dommelen y su primera esposa Jacoba Cornelia Lus. Tres de sus hermanos también  se convirtieron en actores famosos. Aunque no creció en una familia adinerada, tuvo la oportunidad de estudiar en la escuela de teatro desde 1889 hasta 1893. Van Dommelen quería estudiar medicina, siguiendo a la modelo feminista holandesa Aletta Jacobs, pero como hija de una familia teatral, con un padre y tres hermanos como actores profesionales, fue a la escuela de teatro. Actuar para el escenario legítimo fue la pieza central de su dilatada carrera, y la crítica contemporánea confirmó que como actriz de teatro era sensible, apasionada y versátil (1909, 185). Posteriormente se incorporó a Nederlandsch Tooneel, donde trabajó como actriz hasta 1902. Debutó con el papel de una travesti en Matthias Sandorf, la historia de Jules Verne. A lo largo de los años, estuvo asociada con varias compañías de teatro, incluidas Residentietoneel, Rotterdamsch Toneel, Company Louis de Vries y Bouwmeestertoneel. En 1911 en la película junto con sus hermanos Jan y Louis comenzó a actuar en películas para Filmfabriek F.A. a partir de agosto de ese año. 
También escribió, tradujo y dirigió obras de teatro además de ser novelista, editora de fotografía de un semanario ilustrado y periodista que publicaba sobre viajes, deportes y moda, así como de sus experiencias en teatro y cine. Durante varios años, dirigió una granja modelo para la apicultura y la cría de pollos. A diferencia de muchos actores de teatro en 1912, consideraba que trabajar en el cine era atractivo y emocionante. 
Hizo su debut con la protagonista femenina en Infidelity (1911). En su segunda película, De bannelingen (1911), también se le asignó una tarea de dirección compartida. Con esto, estableció su nombre como la primera mujer cineasta de los Países Bajos. 
Participó en el subcomité Literatura y Teatro de la exposición 'De Vrouw 1813-1913', dedicada a los logros de las mujeres en los 100 años posteriores a la liberación de los franceses, junto con la presidenta de Carry van Bruggen, Cornelia Serrurier, secretaria, Annie Tesorera de Salomons, Marie Elise Loke y Annie Oppenheim. Su trabajo consistía en montar la galería de retratos de actrices de teatro. Además del título de la primera cineasta de Holanda, Van Dommelen fue una de las primeras actrices de cine de Holanda. Desempeñó papeles principales y secundarios, hasta que comenzó a involucrarse en la política a partir de 1918. Terminó su carrera tanto en el cine como en el drama para convertirse en política. Presentó su solicitud el mismo año como candidata del Partido Neutral. Fue elegida como miembro del partido y poco después también fue candidata a las elecciones parlamentarias.
Van Dommelen se volvió a casar en 1922 con el belga Alfred Joannes Josephus van Lancker, 25 años más joven. Con el tiempo trabajó como escritora de novelas y obras de teatro, así como de varios versos. Proporcionó el guion para las obras de teatro All for God and Fatherland y Men of the Deeds y escribió las novelas Mother Before Everything y On Lonely Heights.  Más tarde, fue conocida por su amistad con Fien de la Mar, actriz y cabaretera. El registro en la prensa es tan escaso que si Caroline van Dommelen no se hubiera referido repetidamente a su primera dirección cinematográfica en sus sucesivas reminiscencias, su trabajo como directora de cine a principios de la década de 1910 podría haberse perdido por completo.
Van Dommelen murió en 1957 a la edad de 82 años y fue enterrada en Zorgvlied.

## Filmografía[3]

### A. Filmografía de archivo: títulos de películas existentes
1. Caroline van Dommelen como actriz
- Oorlog en vrede 1918 / Guerra y Paz en 1918. Dir.: Maurits H. Binger, Adelqui Migliar. Prod: Maurits H. Binger (Maatschappij tot Exploitation van Witte Films, Países Bajos, 1918), cas.: Catharina Kinsbergen-Rentmeester, Medardo Migliar, Caroline van Dommelen., Si, b & w / tint, 35 mm. Archivo: EYE Filmmuseum.

- De dood van Pierrot / La Muerte de Pierrot. Dir./producto: Theo Frenkel Senior (Amsterdam Film Cie, Holanda, 1920), cas.: Frits Bouwmeester, Caroline van Dommelen, Annie Frenkel-Wesling., Si, b & w / tint, 35mm. Archivo: EYE Filmmuseum.

### B. Filmografía: Títulos de películas no existentes
1. Caroline van Dommelen como directora y actriz: 
- Vrouwenoogen/ Ojos de mujer, 1912.

2. Caroline van Dommelen como codirectora, guionista y actriz: 
- De Bannelingen/ Los exiliados, 1911.

3. Caroline van Dommelen como codirectora y actriz: 
- Graaf Willem IV van Holland/ Conde Guillermo IV de Holanda, 1912.

4. Caroline van Dommelen como actriz:
- Ontrouw /Infidelidad, 1911;  Roze Kate/Pink Kate, 1912;
- Tusschen liefde en plich/ Entre el amor y el deber, 1912;
- De verkeerde zoutpot/ El salero equivocado, 1913;
- Don Juan, 1913; Silvia Silombra, 1913;
- Het geheim van Slot Arco/ El secreto del castillo de Arco, 1914;
- Een danstragedie/ Una tragedia de la danza, 1916;
- Oorlog en vrede/ Guerra y paz, 1914, 1918;
- Oorlog en vrede/ Guerra y paz 1916, 1918.

### D. Medios transmitidos
- Guerra y paz 1918 (1918) (con intertítulos en holandés)